# 材木町 (会津若松市)

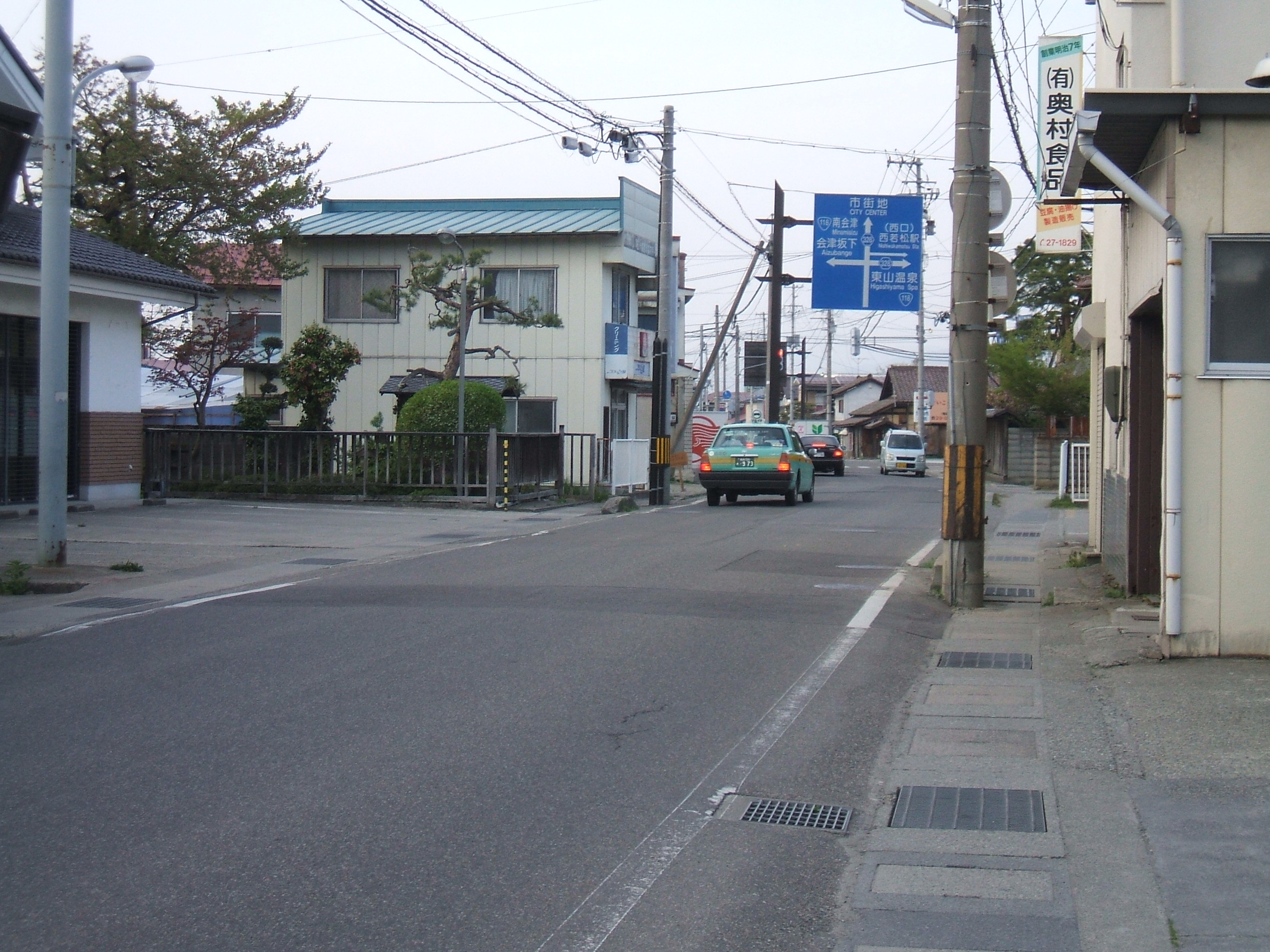
材木町二丁目付近

材木町（ざいもくまち）は、福島県会津若松市の町。材木町一丁目、材木町二丁目に加えて、そのどちらにも属さない区域により構成される。郵便番号は965-0853。

## 概要
会津若松市市街地の南西部に位置しており、会津鉄道会津線、東日本旅客鉄道只見線西若松駅の西側周辺を町域とする。

## 地理
会津盆地の南東部に位置する会津地方の中心都市、会津若松市の北西部に位置する。主に北側、東側などの周囲の地域とともに阿賀川の支流、湯川やその支流などにより形成された扇状地上に発達した会津若松市の中心市街地の一部を形作る。東は川原町、城西町、西は日吉町、住吉町、門田町大字飯寺、南は桜町、門田町大字日吉、北は御旗町に接する。

## 世帯数と人口
2017年（平成29年）8月1日現在の世帯数と人口は以下の通りである。
| 丁目         | 世帯数  | 人口    |
| ------------ | ------- | ------- |
| 材木町一丁目 | 320世帯 | 792人   |
| 材木町二丁目 | 592世帯 | 1,305人 |
| 計           | 912世帯 | 2,097人 |

## 歴史

### 中世
中世、現在の会津若松市付近は相模国三浦氏の一族、蘆名氏によって領されていた。蘆名氏は城を築いてこれを鶴ヶ城と称し、周辺は重臣や商人が集住していたとされる。その後、伊達政宗の入城を経て豊臣秀吉の奥州仕置により蒲生氏郷が入り、城下を若松とした。

### 近世
当時、現在の材木町周辺には、材木町、河原町、河原町新丁、新町、材木町分などがあった。

#### 各町、各町分の概要

##### 材木町
材木町は1610年、それまで集中して米代の西、城郭内にあった木材売買関連の商家が移って成立したとされる。河原町の西から南方向に続く町で、会津藩により治められていた江戸時代においては若松城下のうち城郭外西部に位置する5間の通りであった。また、当時の材木町周辺は、湯川などの洪水によりたびたび被害を被っており、家屋が流されることがあったほか、町割が改めて行われることもあったとされる。

##### 河原町新丁
河原町新丁は、材木町の北側から柳原組町に至る通りで、正保年間以降の成立とされている。

##### 材木町分
材木町分は、材木町の西南に続く地域に位置し、若松城下の町分では当時の東黒川に属していた。また、新屋敷、太郎兵衛新田、芋茎新田（いもがらしんでん）などの地名も見え、太郎兵衛新田では青物の市も立っていたとされる。

### 近代
若松城下に大きな被害を残した戊辰戦争ののち、明治時代に入ると、江戸時代からの若松城下の町は再編された。現在の材木町周辺では、旧来の材木町に加えて、河原町新丁、新町の一部により若松材木町となったほか、川原町（河原町）も新町の一部を編入、一部が新横町の一部に編入されるなどし、若松川原町となった。その後、これらの町は1889年に町村制の施行によりそれぞれ若松町内の町名となったほか、合わせて若松を冠称しない材木町、川原町の町名となった。1899年には若松町の市制施行によりそれぞれ若松市の町名となる。また、後に一部が材木町となる日吉村が材木町分、花畑組町、石塚の合併により成立し、その後、1889年に周辺の村との合併により門田村の一部となる。

### 現代
1955年、当時の若松市と高野村、一箕村、神指村、門田村、東山村、大戸村、湊村が合併、会津若松市となったことから、以後材木町、川原町など周辺の地域は同市の町となったほか、門田村の地域も同市の門田町となる。その後、1960年代に会津若松市の住居表示が実施され、現在の材木町周辺も対象となる。そして、1965年、旧来の材木町、川原町、門田町大字日吉のそれぞれ一部により材木町（一丁目、二丁目）が誕生したほか、旧来の材木町の一部は1966年に住吉町となり、現在に至る。

## 町名の変遷
| 実施後       | 実施年月日                 | 実施前         |
| ------------ | -------------------------- | -------------- |
| 材木町一丁目 | 1965年（昭和40年）11月20日 | 材木町         |
| 材木町一丁目 | 1965年（昭和40年）11月20日 | 門田町大字日吉 |
| 材木町二丁目 | 1965年（昭和40年）11月20日 | 材木町         |
| 材木町二丁目 | 1965年（昭和40年）11月20日 | 川原町         |
| 材木町二丁目 | 1965年（昭和40年）11月20日 | 門田町大字日吉 |

## 交通

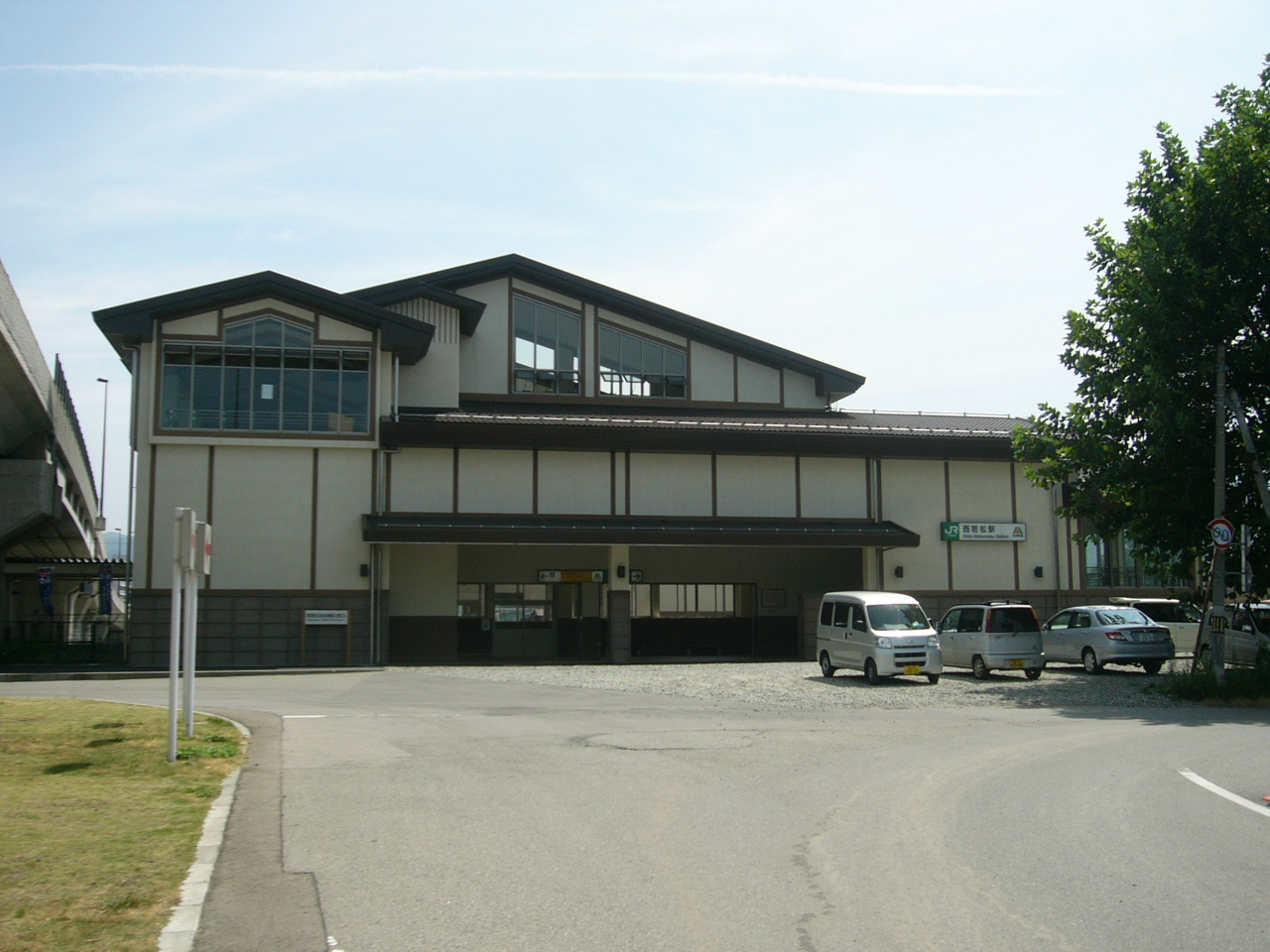
西若松駅

### 鉄道
- 東日本旅客鉄道 - 只見線 : 西若松駅
- 会津鉄道 - 会津線 : 西若松駅、起点

### バス
町内を通る福島県道328号西若松停車場線などで会津乗合自動車によるバスが運行されている。

#### 系統
- 永井野線
- 本郷線

### 道路
- 福島県道211号西若松停車場南町線
- 福島県道328号中沢西若松停車場線

## 施設

### 公的機関
- 若松測候所
- 会津若松警察署城西交番

### 郵便局
- 若松材木町郵便局

### 学校
- 会津報徳保育園

### 銀行
- 会津信用金庫材木町支店
- 大東銀行材木町支店

### その他
- 会津鉄道株式会社本社

## 神社、寺院、史跡、観光地

### 神社
- 住吉神社
- 篭山稲荷神社

### 寺院
- 秀長寺

### 観光地
- 会津酒造博物館